# Buren R. Sherman
Buren Robinson Sherman, född 28 maj 1836 i Ontario County, New York, död 11 november 1904, var en amerikansk republikansk politiker. Han var Iowas guvernör 1882–1886.
Sherman studerade juridik och inledde 1859 sin karriär som advokat i Vinton i Iowa. I amerikanska inbördeskriget tjänstgjorde han som kapten i nordstaternas armé och sårades i slaget vid Pittsburgh Landing. Mellan 1865 och 1866 var han domare i Benton County.
Sherman efterträdde 1882 John H. Gear som Iowas guvernör och efterträddes 1886 av William Larrabee. Sherman avled 1904 och gravsattes på Evergreen Cemetery i Vinton.